# Goslino II do Maine
Goslino ou Gauzlin II (m. 914) foi um conde do Maine de 893 a 895, da família dos Rorgonidas, filho de Gosfrido, conde do Maine e marquês da Nêustria.

## Biografia
Não pôde herdar o cargo de seu pai, sendo muito jovem à morte deste último, e foi seu primo, Ragenoldo, quem se tornou marquês de Nêustria e conde do 
Maine. À morte deste último, Enrique foi designado como marquês da Nêustria, e Roger se tornou conde do Maine. Goslino aliou-se com os robertinos e, quando Eudes se tornou rei da Frância, destituiu Roger e nomeou a Goslino como conde em seu lugar. Mas Goslino não se manteve conde por muito tempo e Roger tomou novamente o controle do Maine em 895.
Gosllino continuou lutando contra Roger, depois contra seu filho Hugo I. Acabaram fazendo as pazes, e é provável que Hugo se casou em razão da paz com uma filha de Goslino.